# NGC 1604
NGC 1604 (również PGC 15433) – galaktyka soczewkowata (S0), znajdująca się w gwiazdozbiorze Erydanu. Odkrył ją Lewis A. Swift 22 grudnia 1886 roku.